# Massís del Mont Cenis
El massís del Mont Cenis (en italià: Massiccio del Moncenisio) és una serralada dels Alps occidentals a la frontera entre França (Departament de la Savoia - Regió d'Alvèrnia-Roine-Alps) i Itàlia (Província de Torí - Regió del Piemont). L'altitud màxima se situa al cim de la Pointe de Ronce de 3.612 msnm.

## Geografia

### Localització
Es tracta d'un antic plateau o depressió, actualment ocupat pel llac del Mont Cenis. És travessat pel coll del Mont Cenis (2.081 msnm).
Està compost principalment pel massís del Mont Cenis pròpiament dit, pel massís d'Ambin, pel massís del Sommeiller, i per l'Aiguille de Scolette.
El conjunt està envoltat pel massís de la Vanoise al nord, pels Alps de Graies al nord-est, pels Alps Cottis al sud, i pel massís dels Cerces al sud-oest.
El voreja el riu Arc al nord (vall de la Mauriena), la vall de Ribon al nord-est, la Bardonescha i la Dora Riparia (vall de Susa) al sud.

### Principals cims
- Pointe de Ronce, 3612 m, cota màxima
- Aiguille de Scolette, 3505 m
- Mont Lamet, 3504 m
- Roche Michel, 3423 m
- Signal du Grand Mont-Cenis, 3377 m
- Mont d'Ambin, 3378 m
- Rognosa d'Étache, 3373 m
- Dent d'Ambin, 3372 m
- Pointe des Pignes, 3372 m
- Pointe Ferrand, 3365 m
- Pointe Nible, 3346 m
- Pointe Sommeiller, 3332 m
- Mont Giusalet, 3312 m
- Costiera Bramanette, 3269 m
- Cime du Vallonetto, 3217 m
- Pointe de Paumont, 3171 m
- Cime de Bard, 3168 m
- Pointe Clairy (Signal du Petit Mont-Cenis), 3162 m

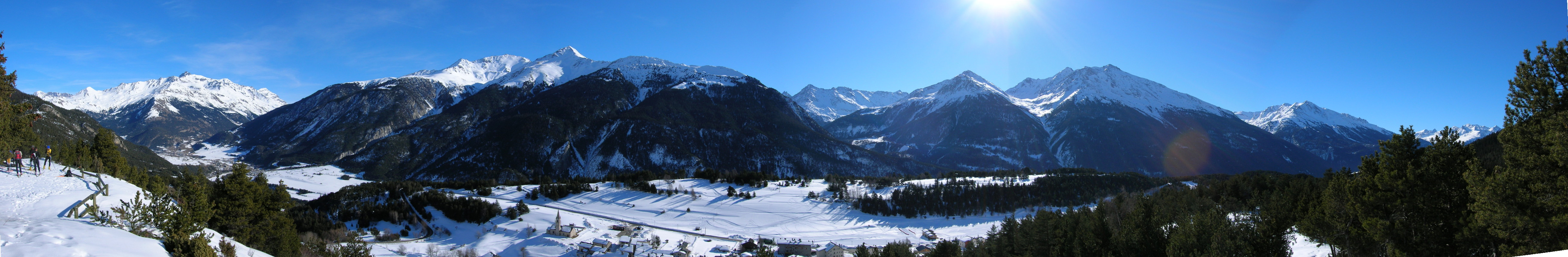
Vessant nord (Mauriena) del massís del Mont-Cenis des de Sollières-Sardières.

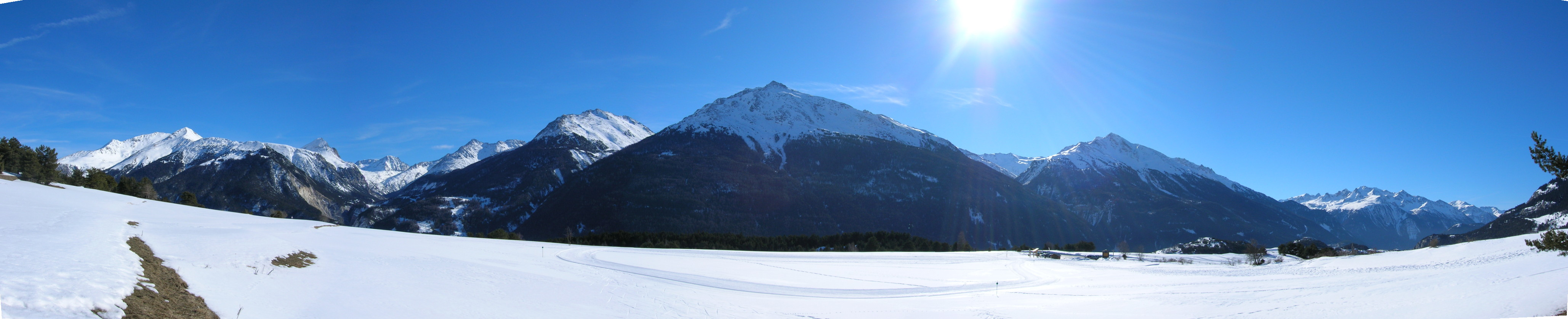
Vessant nord (Mauriena) del massís del Mont-Cenis des de Aussois.

- Cime du Grand Vallon, 3129 m
- Cime Gardoria, 3137 m
- Longe Côte, 3104 m
- la Belle Plinier, 3086 m
- Pointe Valfredda, 3051 m

## Història
El 12 de juny de 1812, el doctor Balthazard Claraz va salvar la vida del papa Pius VII a l'hospici del Mont Cenis, durant el seu viatge secret de Savona à Fontainebleau.
El 1860, la Savoia fou annexionada (Tractat de Torí) per França convertint-se la zona en fronterera entre França i Itàlia.
El túnel ferroviari del Mont Cenis, iniciat el 1857, fou conclòs i inaugurat el 1871.
Un vast complex defensiu italià fou erigit entre 1877 i 1908: el Campo trincerato del Moncenisio El fort Varisello comanda el complex. A la banda francesa també hi ha diverses fortificacions. La zona fou escenari de combats durant la Segona Guerra Mundial.

## Activitats

### Estacions d'esports d'hivern
- Bardonescha (Bardonecchia, Itàlia)
- Bramans (esquí nòrdic)
- Modane (Estació La Norma)
- Termignon
- Val Cenis Vanoise